# Kayangan (Kayangan)
Kayangan is een bestuurslaag in het regentschap Noord-Lombok van de provincie West-Nusa Tenggara, Indonesië. Kayangan telt 5160 inwoners (volkstelling 2010).